# Hadrien David
Hadrien David (Royan, 26 de fevereiro de 2004) é um piloto francês. Ele foi o mais jovem campeão de Fórmula 4 da Federação Internacional de Automobilismo quando venceu o Campeonato Francês de F4 em 2019, aos 15 anos.

## Carreira

### Eurocopa de Fórmula Renault
Em outubro de 2019, David participou do teste de pós-temporada da Eurocopa de Fórmula Renault em Yas Marina com as equipes R-ace GP e MP Motorsport. Em janeiro seguinte, foi confirmado que David faria sua estreia na categoria na temporada seguinte com a MP, fazendo parceria com Franco Colapinto. Falando dessa oportunidade antes da temporada, a chefe da Renault Sport Academy, Mia Sharizman, observou que a categoria era "uma excelente plataforma para desenvolver e testar o talento de Hadrien David". No entanto, o francês experimentou uma primeira metade da temporada ruim, que incluiu uma sequência de quatro corridas consecutivas sem pontos. David melhoraria na segunda metade, marcando pontos consistentes e terminando no pódio em Ímola. Acabou terminando em décimo na classificação final, sete posições atrás do companheiro de equipe Franco Colapinto.

### Fórmula Regional
Em 2021, David disputou o Campeonato de Fórmula Regional Europeia pela equipe R-ace GP, ao lado de Léna Bühler, Zane Maloney e do compatriota Isack Hadjar. O primeiro pódio de David veio na primeira corrida, com o terceiro lugar em Ímola. Ele terminou a corrida dois em quarto. David acabou terminando em segundo na classificação geral.
David permaneceu com a R-ace GP para o Campeonato de Fórmula Regional Europeia de 2022, pois não conseguiu encontrar o orçamento necessário para avançar para o Campeonato de Fórmula 3 da FIA de 2022. No início da temporada, ele participou do Campeonato de Fórmula Regional Asiática nas duas primeiras rodadas, conquistando duas vitórias e ficando em nono na classificação geral.

### Fórmula 3
No final de setembro, David participou do teste de pós-temporada do Campeonato de Fórmula 3 da FIA com a equipe Carlin durante o segundo dia.

### Fórmula 1
Como recompensa pela conquista do título francês de F4, David tornou-se membro da Renault Sport Academy em janeiro de 2020. Porém, ele foi dispensado após a renomeação da academia para Alpine Academy.
David foi recontratado pela academia em março de 2022, desta vez como membro de seu novo programa Alpine Affiliate. Depois de apenas um ano, David deixou o programa.